# Venus pudica
Venus pudica, Wenus skromna, Wenus wstydliwa (łac. pudica - skromna, wstydliwa) -  termin oznaczający jedną z klasycznych  póz kobiecych w sztuce. Jest to naga postać kobiety, stojąca lub lekko oparta, osłaniająca dłonią części intymne w geście skromności. 
Przykłady najbardziej znanych Venus pudica to posąg Afrodyty Knidyjskiej Praksytelesa i wizerunek Wenus z obrazu Botticellego Narodziny Wenus.

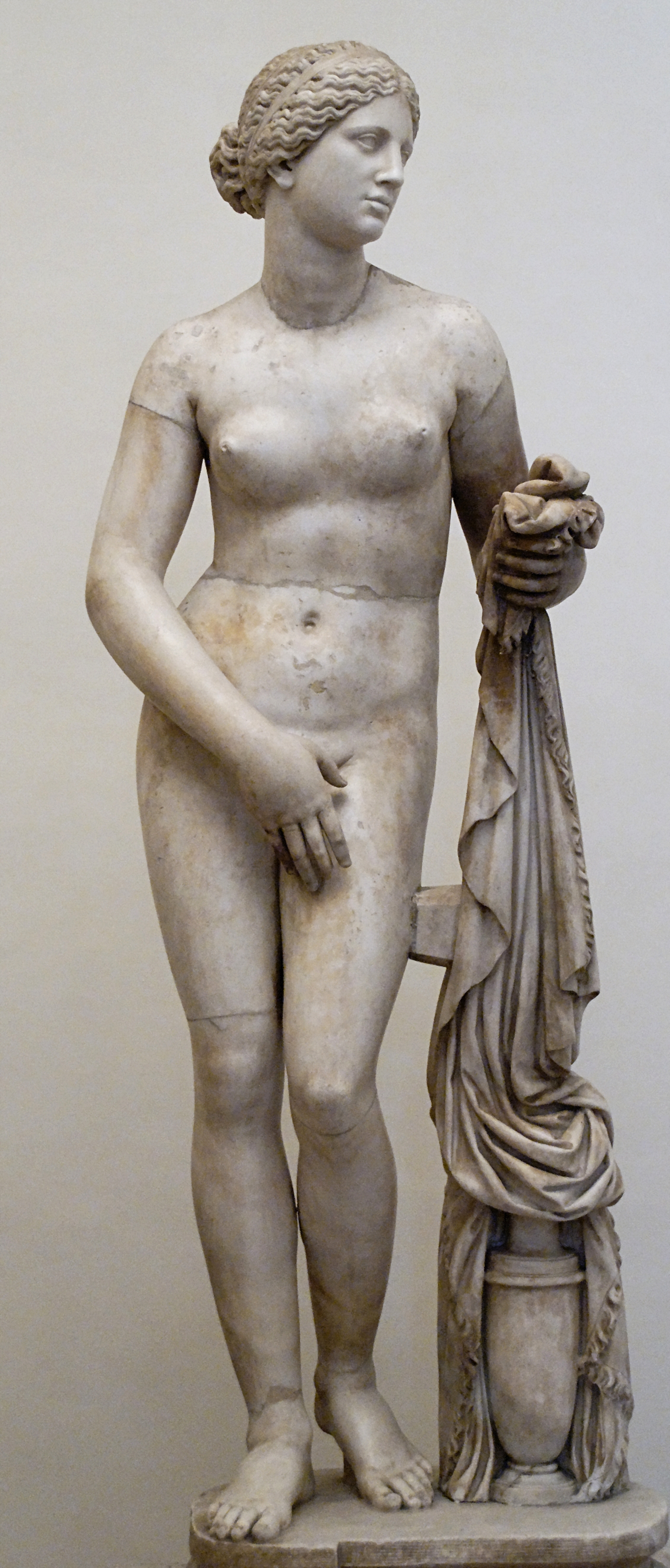
Afrodyta Knidyjska Praksytelesa
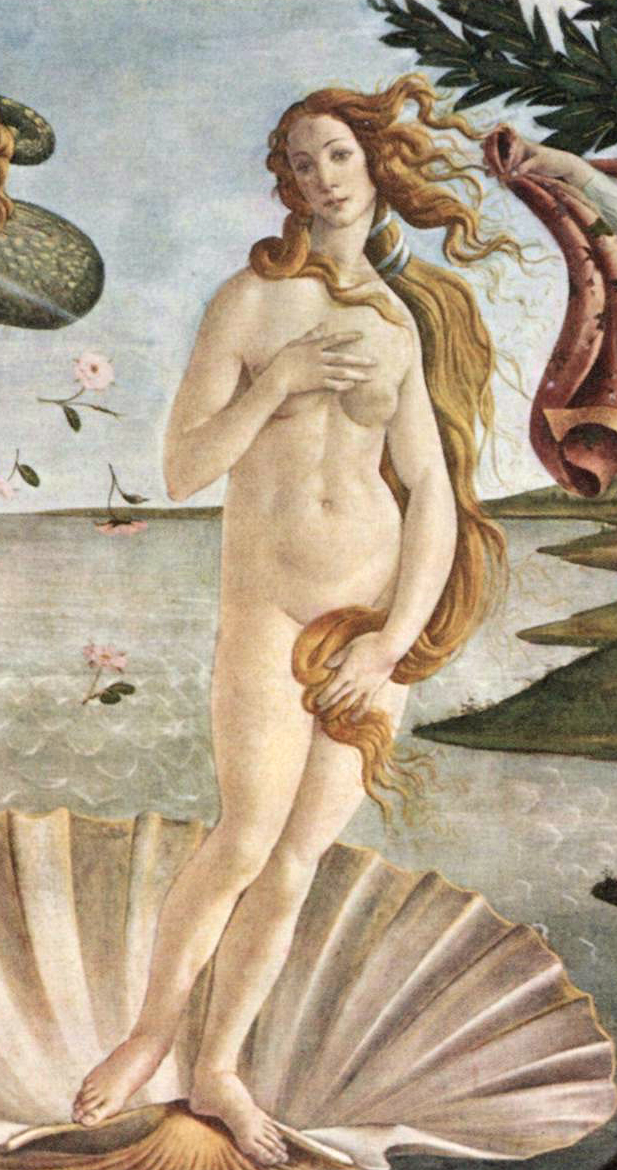
Narodziny Wenus Botticellego (fragment)
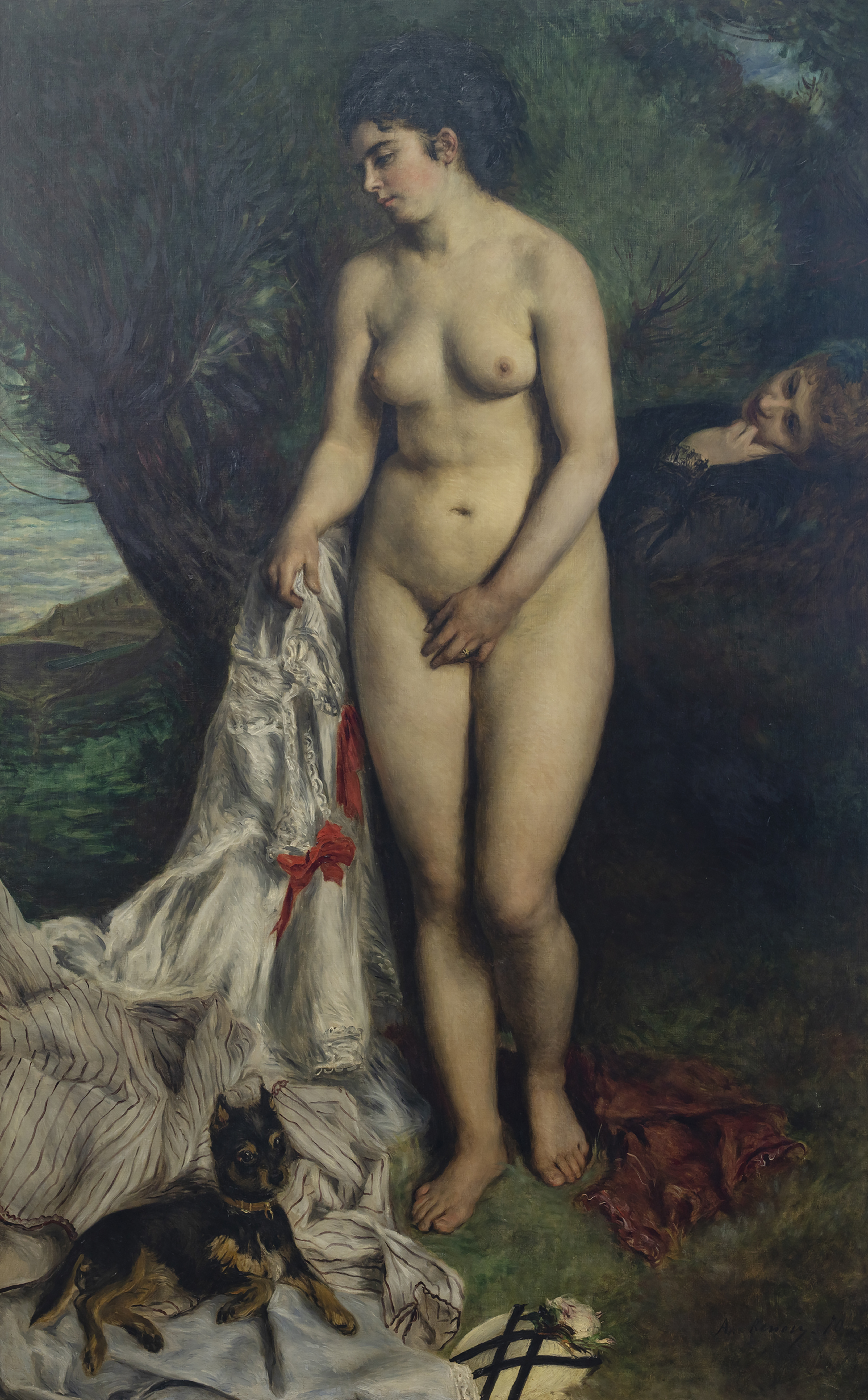
La Baigneuse au griffon Auguste Renoir